# Bérolinisme
 (mai 2018).
Si vous disposez d'ouvrages ou d'articles de référence ou si vous connaissez des sites web de qualité traitant du thème abordé ici, merci de compléter l'article en donnant les références utiles à sa vérifiabilité et en les liant à la section « Notes et références ».
Un bérolinisme ou berlinisme (Berolinismus ou Berlinismus) est l'ensemble de termes et d'expressions familiers voire argotiques pour désigner des bâtiments ou des lieux de Berlin, la capitale allemande. Quoique majoritairement toponymiques, les bérolinismes peuvent aussi être des termes désignant des mentalités ou des caractéristiques typiquement berlinoises.

## Étymologie
Le terme allemand Berolinismus provient du nom néo-latin de Berlin Berolina.
Le terme bérolinisme (Berolinismus) ou encore Berolinica peut également désigner « une période tardive et berlinoise du siècle des lumières » dans la littérature et les magazines berlinois.

## Usage
De nombreux bérolinismes sont connus bien au-delà des frontières du Land de Berlin et ont influencé la langue urbaine, ou métrolecte, de villes telles que Hambourg ou Leipzig. Comme il est coutumier dans le parler local et populaire, les bérolinismes sont souvent des surnoms moqueurs voire grossiers et parfois non usités par les riverains du lieu en question, ou seulement par les riverains qui viennent de s'y installer. Pour certains exemples, leur origine réellement populaire est sujet à polémiques. La critique récurrente est que certains bérolinismes seraient surtout colportés par les guides touristiques pour souligner l'aspect folklorique et « coloré » de la ville. L'usage de ces bérolinismes est d'abord ironique, et n'est pas utilisé de manière officielle. Un contre-exemple est le Bierpinsel ou « pinceau à la bière », dénomination souvent préférée à celle plus soutenue de « Turmrestaurant Steglitz » ou « Turmrestaurant an der Schloßstraße » pour nommer ce restaurant située dans une tour d'architecture futuriste à Berlin-Steglitz.

## Quelques toponymes «bérolins»
- Alex – Alexanderplatz
- Boxi – Boxhagener Platz
- Görli – Görlitzer Bahnhof ou Görlitzer Park
- Hohenschöngrünkohl – Berlin-Alt-Hohenschönhausen, le remplacement du mot Hausen « lotissement » par Grünkohl « chou vert » est dû au fait que le quartier était auparavant très agricole et particulièrement maraîcher.
- jwd – Ganz weit draußen (janz weit draußen, parler berlinois de ganz weit draußen « au diable vauvert »), la banlieue et les quartiers limitrophes du Land de Berlin.
- Kotti – Kottbusser Tor
- Kreuzkölln – Reuterkiez dans la nord de Berlin-Neukölln, à la limite de Berlin-Kreuzberg[4]
- Ku’damm – Kurfürstendamm
- Kutschi ou Kurtschi – Kurt-Schumacher-Platz
- LSD-Viertel – Zone aux abords des rues  Lychener, Schliemann- et Dunckerstraße à Berlin-Prenzlauer Berg, connue pour ses nombreux cafés où du  Lysergsäurediethylamid (LSD) aurait été consommé à une certaine époque.
- Nolle ou Nolli – Nollendorfplatz
- Plötze – la Prison du lac Plötzen ou le Lac Plötzen-même.
- Potse – Potsdamer Platz et/ou Potsdamer Straße
- Prenzlberg – Berlin-Prenzlauer Berg, prononciation littérale de l'abréviation „Prenzl. Berg“
- Schweineöde – Berlin-Niederschöneweide et Oberschweineöde – Berlin-Oberschöneweide, une forme de contrepèterie échangeant les syllabes „wei“ et „ö“ et qui signifie « vachement nul »
- Stutti – Stuttgarter Platz
- St. Eglitz (prononcer Sankt Eglitz « saint-Elitz ») – Berlin-Steglitz
- Te-Damm – Tempelhofer Damm
- Theo – Place Theodor-Heuss